# Rattle and Hum
Rattle and Hum címen jelent meg a U2 1987-es egyesült államokbeli turnéjáról szóló dokumentumfilm, valamint egy ezen készült koncertfelvételeket és új stúdiófelvételeket tartalmazó album is. A zenekar kevésbé (el)ismert anyagai közé tartozik, részben mert eléggé rendezetlen, részben mert a nagy sikerű The Joshua Tree után jelent meg, és a szintén igen népszerű Achtung Baby követte. Mintegy tízmillió példány fogyott el belőle, és a Desire kislemez a brit slágerlista élére került (a U2 kislemezek közül elsőként).
A filmet az album megjelenésének évében (1988) mutatták be a mozikban, de kazettán csak a következő évben jött ki. Producere Michael Hamlyn, rendezője Phil Joanou. Koncerteken és stúdiókban készült felvételeket, valamint interjúkat tartalmaz. Az albumon a turnén készült élő felvételek mellett új dalok is hallhatók, melyek az amerikai zenei stílusok hatását tükrözik.
A turné egyik utolsó állomásán a zenészek bejelentették, hogy egy kis szünetre van szükségük, hogy „újraálmodhassák az egészet”. A rajongók – nem alaptalanul – a zenekar feloszlástól tartottak; ehelyett azonban egy komoly stílusváltás és az 1991-es Achtung Baby következett.

## Dalok

### Az albumon
1. Helter Skelter (élő) (3:07)
2. Van Diemen's Land (élő) (3:05)
3. Desire (2:59)
4. Hawkmoon 269 (6:22)
5. All Along the Watchtower (élő) (4:24)
6. I Still Haven't Found What I'm Looking For (élő) (5:53)
7. [Freedom For My People] (0:38)
8. Silver and Gold (élő) (5:49)
9. Pride (In the Name of Love) (élő) (4:27)
10. Angel of Harlem (3:49)
11. Love Rescue Me (6:24)
12. When Love Comes to Town (4:15)
13. Heartland (5:03)
14. God Part II (3:15)
15. [The Star-Spangled Banner] (0:43)
16. Bullet the Blue Sky (live) (5:36)
17. All I Want is You (6:30)

### A videón
1. Helter Skelter (élő)
2. Van Diemen's Land
3. Desire (demo)
4. Exit / Gloria (élő)
5. I Still Haven't Found What I'm Looking For (próba)
6. [Freedom For My People]
7. Silver and Gold (élő)
8. Angel of Harlem (demo)
9. All Along the Watchtower (élő)
10. In God's Country (élő)
11. When Love Comes to Town (próba/élő/interjúrészletekkel)
12. Heartland
13. Bad / Ruby Tuesday / Sympathy for the Devil (élő)
14. Where the Streets Have No Name (élő)
15. MLK (élő)
16. With or Without You (élő)
17. [The Star-Spangled Banner] / Bullet the Blue Sky (élő)
18. Running to Stand Still (élő)
19. Sunday Bloody Sunday (élő)
20. Pride (In the Name of Love) (élő)
21. All I Want Is You

- a Helter Skelter John Lennon és Paul McCartney szerzeménye
- a Van Diemen's Land-et The Edge írta és adja elő
- a Gloria, melyből az Exit közben hangzik el egy részlet, Van Morrison-dal
- Sterling Magee (gitár és ütőhangszerek) és Adam Gussow (szájharmonika) adják elő saját szerzeményüket, a Freedom for My People-t
- az All Along the Watchtower Bob Dylan dala
- a Bad-ben felhangzik két Rolling Stones-dal, a Ruby Tuesday és a Sympathy for the Devil részlete
- a Love Rescue Me szövege egy gospelen alapul, és Bob Dylannel együtt írták
- az USA himnuszát, a Star-Spangled Banner-t Francis Scott Key írta; itt Jimi Hendrix híres woodstocki előadásából hallható egy rövid részlet

Kislemezen a Desire, az Angel of Harlem, a When Love Comes to Town és az All I Want Is You jelent meg.
A Heartland még a The Joshua Tree albumra készült, így producerei Brian Eno és Daniel Lanois.

## Előadók
- Bono – ének
- The Edge – gitár, ének
- Adam Clayton – basszusgitár
- Larry Mullen, Jr. – dob

Vendégelőadók:
- B.B. King – gitár és ének (When Love Comes to Town)
- Bob Dylan – hammond orgona (Hawkmoon 269), ének (Love Rescue Me)
- The New Voices of Freedom – ének (I Still Haven't Found What I'm Looking For)
- The Memphis Horns – kürt (Angel of Harlem, Love Rescue Me)
- Benmont Tench – hammond orgona (All I Want Is You)